# Bubbling Over
Bubbling Over è il dodicesimo album in studio della cantante statunitense Dolly Parton, pubblicato il 10 settembre 1973 dalla RCA Victor.

## Tracce
Side 1
1. Bubbling Over – 2:20 (Dolly Parton)
2. Traveling Man – 2:12 (Parton)
3. Alabama Sundown – 2:31 (Dave Kirby, Danny Morrison)
4. Afraid to Live and Afraid of Dying – 2:04 (Porter Wagoner)
5. Love with Me – 2:15 (Parton)

Side 2
1. My Kind of Man – 2:25 (Parton)
2. Sometimes an Old Memory Gets in My Eye – 2:20 (Bill Owens)
3. Pleasant as May – 2:34 (Parton)
4. The Beginning – 2:35 (Parton)
5. Love, You're So Beautiful Tonight – 3:09 (Wagoner)